# Hans Reinhardt
Hans Reinhardt (Salzburg, 8 december 1902 – Böckstein (Salzburg), 17 april 1973) was een Oostenrijks componist en dirigent.

## Levensloop
Reinhardt studeerde van 1913 tot 1917 aan de Universität für Musik und Darstellende Kunst "Mozarteum" Salzburg en van 1921 tot 1925 aan de Musikakademie Wien te Wenen. In de tijd van 1925 tot 1937 was hij als muzikant werkzaam in verschillende orkesten in Wenen en Bad Gastein. In de tijd van 1930 tot 1968 was hij dirigent van meerdere harmonieorkesten, onder andere de Knappenmusikkapelle Radhausberg Böckstein (1933-1952), de Bürgermusik Bad Gastein en de Kameradschaftsmusikkapelle Bad Hofgastein (1962-1968). Een bepaalde tijd was hij in de blaasmuziekfederatie van Salzburg ook "Bezirkskapellmeister".
Hij schreef als componist verschillende werken voor harmonieorkest.

## Composities

### Werken voor harmonieorkest
- 1969 Großglockner Marsch
- 1970 Blütenregen Intermezzo
- 1972 Esmeralda, walsen-intermezzo
- 1972 Tunesische Parade, intermezzo